# Максим от Ефес
Максим от Ефес (на старогръцки: Μάξιμος ὁ Ἐφέσιος, също Максим Ефески; 310 – 372) е философ–неоплатоник, приятел и учител на император Юлиан Апостат. Известен е като теург и тавматург. Последовател на Ямблих.

## Биография
Максим се родил в заможно семейство, вероятно в Ефес. Неговият брат Нимфидианус също бил неоплатоник и станал секретар на Юлиан.
Учител на Максим бил неоплатоникът Едесий в Пергам, който бил ученик на Ямблих, а по-късно учител и на Юлиан. Негови съученици там били неоплатониците Евсевий Миндски, Хрисантий, Приск от Епир и др.
Максим посвещава император Юлиан в мистериите на Митра, Хеката и др., и в неоплатонизма от май 351 до април 352 г. в Ефес. След това става един от най-близките му приближени, учители и съветници. Пътува с него до Антиохия през 362 г. и в кампанията до Персия, следващата година, в която Юлиан умира на 26 юни 363 г.
След смъртта на Юлиан служи при император Йовиан, но след като и той умира, новите императори Валентиниан I и Валент не са благосклонни към него и той е преследван и измъчван.
През 370 г. оракул предсказва, че настоящият император ще умре при странни смърт и че следващият император ще започва с буквата „т“. Валент подозира заговор и започва гонения и убийства на всички, започващи с „т“ и евентуално замесени в заговора. Максим е обвинен в този заговор и през 372 г. е екзекутиран от Фест, проконсула на Азия. През 378 г. Валент е ранен от стрела и загива в пожар, заедно с други войници. Следващият император наистина започва с „т“ – Теодосий I.
На Максим е посветена глава от книгата на Евнапий Животи на философи и софисти, която е основен източник за неговия живот.

## Съчинения
Според Суда Максим е автор на една книга За начинанията (Perì katarchôn), третираща астрологията, чийто текст бил запазен. Известни са и заглавията на други негови трудове: За неразрешимите противоречия, За числата и коментари към логиката и Категории на Аристотел, от които са известни фрагменти, запазени от негова полемика с Темистий. Знае се също, че Максим е бил съгласен с Евсевий Миндски, Ямблих и Порфирий по отношение втора и трета фигура на силогизма.